# Sjus
En sjus er en uformel betegnelse for en drink, der består af alkohol tilsat sodavand. Begrebet er i dag noget gammeldags. 
Begrebet indgår i de sammensatte ord whiskysjus (hvor der indgår whisky i sjussen) og i flyversjus (snaps med citronvand).